# Dystrykt Kalabo
Dystrykt Kalabo – dystrykt w południowo-zachodniej Zambii w Prowincji Zachodniej. W 2000 roku liczył 114 806 mieszkańców (z czego 47,19% stanowili mężczyźni) i obejmował 23 970 gospodarstw domowych. Siedzibą administracyjną dystryktu jest Kalabo.